# Léopards Douala
El Leopards Douala es un equipo de fútbol de Camerún que milita en la Cuarta División de Camerún, la cuarta liga de fútbol más importante del país.

## Historia
Fue fundado en el año 1939 en la ciudad de Douala y han conseguido tres títulos de la Primera División de Camerún, todos de manera consecutiva en la década de los años 1970, la que ha sido la época dorada del club; aunque no juega en la máxima categoría desde la temporada 1998. Se han mantenido a la sombra de los equipos importantes de Douala, el Union Douala y el Caïman de Douala, y antes, eran opacados por el Oryx Douala, el primer equipo en ganar la Copa Africana de Clubes Campeones.
También han sido finalistas de la Copa de Camerún en 4 ocasiones, la última vez en 1993, sin ganar ninguna de esas finales.
A nivel internacional solamente han estado en un torneo continental, la Copa Africana de Clubes Campeones 1973, en la cual fueron eliminados en las semifinales por el AS Vita Club de Zaire.

## Palmarés
- Primera División de Camerún: 3

1972, 1973, 1974
- Copa de Camerún: 0
  - Finalista: 4

1942, 1956. 1957, 1993

## Participación en competiciones de la CAF
| Temporada | Torneo                            | Ronda            | Club             | Casa | Visita | Global |
| --------- | --------------------------------- | ---------------- | ---------------- | ---- | ------ | ------ |
| 1973      | Copa Africana de Clubes Campeones | 2                | CARA Brazzaville | 2-0  | 0-1    | 2-1    |
| 1973      | Copa Africana de Clubes Campeones | Cuartos de final | Hafia FC         | 4-2  | 2-3    | 6-5    |
| 1973      | Copa Africana de Clubes Campeones | Semifinales      | AS Vita Club     | 3-1  | 0-3    | 3-4    |

## Jugadores

### Jugadores destacados
- Roger Milla (1970-74)
- Simon Moukoko
- Jerry-Christian Tchuissé (1996-97)